# Изъяшор
Изъяшор — поселок в Прилузском районе республики Коми в составе сельского поселения Объячево.

## География
Находится на расстоянии примерно 24 км на восток от центра района села Объячево в верховьях речки Лэпью. 

## История
Основан предположительно в конце 1930-х или в период 1940-х годов. В 1956 - посёлок лесозаготовителей. В 1970 здесь жили 449 человек, в 1979 - 387 человек, в 1989 - 296 человек, из них 55% русские, 29% коми. Посёлок процветал на лесозаготовках. Теперь от былого благополучия — только ветхий муниципальный жилфонд, ФАП, магазин.

## Население
Постоянное население  составляло 158 человек (коми 33%, русские 54%) в 2002 году, 80 в 2010 .